# James E. Sullivan Award
Der James E. Sullivan Award gilt als Oscar des amerikanischen Amateursports. Er wird seit 1930 jährlich von der Amateur Athletic Union vergeben und ist nach dem früheren Präsidenten der AAU James E. Sullivan genannt. Dieser Award ist damit fünf Jahre älter als die Heisman Trophy. Es werden die besten Sportlerinnen und Sportler nicht nur nach ihren Leistungen, sondern auch nach „Charakter, Sportlichkeit, Führungsqualität und dem Umgang mit den Amateuridealen“ von der Öffentlichkeit vorgeschlagen. Diese Vorschläge werden von einem Ausschuss auf ca. zehn reduziert. Aus diesen wählen Vertreter der Sportpresse, frühere Award-Gewinner und weitere Sportfunktionäre den Sieger/die Siegerin aus. Frühere Gewinner sind nicht automatisch ausgeschlossen, werden aber sehr selten erneut gewählt. Die Preisvergabe stellt einen Höhepunkt der Ballsaison dar, ähnlich der Wahl des Sportlers des Jahres.

## Gewinner
- 1930: Bobby Jones, Jr., Golf
- 1931: Barney Berlinger, Zehnkampf
- 1932: James Bausch, Zehnkampf
- 1933: Glenn Cunningham, Leichtathletik (Mittelstrecke)
- 1934: Bill Bonthron, Leichtathletik (Mittelstrecke)
- 1935: W. Lawson Little, Jr., Golf
- 1936: Glenn Morris, Zehnkampf
- 1937: Donald Budge, Tennis
- 1938: Donald Lash, Leichtathletik
- 1939: Joe Burk, Rudern
- 1940: Greg Rice, Leichtathletik
- 1941: Leslie MacMitchell, Leichtathletik
- 1942: Cornelius Warmerdam, Stabhochsprung
- 1943: Gil Dodds, Leichtathletik  (Mittelstrecke)
- 1944: Ann Curtis, Schwimmen
- 1945: Felix Blanchard, Football
- 1946: Arnold Tucker, Football
- 1947: John B. Kelly Jr., Rudern
- 1948: Bob Mathias, Zehnkampf
- 1949: Dick Button, Eiskunstlauf
- 1950: Fred Wilt, Leichtathletik (Langstrecke)
- 1951: Bob Richards, Stabhochsprung und Zehnkampf
- 1952: Horace Ashenfelter, Leichtathletik  (Langstrecke)
- 1953: Sammy Lee, Wasserspringen
- 1954: Mal Whitfield, Leichtathletik  (Mittelstrecke)
- 1955: Harrison Dillard, Leichtathletik  (Sprint)
- 1956: Patricia McCormick, Wasserspringen
- 1957: Bobby Joe Morrow, Leichtathletik  (Sprint)
- 1958: Glenn Ashby Davis, Leichtathletik  (Sprint)
- 1959: Parry O’Brien, Leichtathletik  (Kugelstoßen)
- 1960: Rafer Johnson, Zehnkampf
- 1961: Wilma Rudolph, Leichtathletik  (Sprint)
- 1962: Jim Beatty, Leichtathletik  (Mittel- und Langstrecke)
- 1963: John Pennel, Leichtathletik  (Stabhochsprung)
- 1964: Don Schollander, Schwimmen
- 1965: Bill Bradley, Basketball
- 1966: Jim Ryun, Leichtathletik  (Mittelstrecke)
- 1967: Randy Matson, Leichtathletik  (Kugelstoßen)
- 1968: Debbie Meyer, Schwimmen
- 1969: Bill Toomey, Zehnkampf
- 1970: John Kinsella, Schwimmen
- 1971: Mark Spitz, Schwimmen
- 1972: Frank Shorter, Leichtathletik  (Langstrecke)thlétisme (fond)
- 1973: Bill Walton, Basketball
- 1974: Rick Wohlhuter, Leichtathletik  (Mittelstrecke)
- 1975: Tim Shaw, Schwimmen, Wasserball
- 1976: Bruce Jenner, Zehnkampf
- 1977: John Naber, Schwimmen
- 1978: Tracy Caulkins, Schwimmen
- 1979: Kurt Thomas, Turnen
- 1980: Eric Heiden, Eisschnelllauf
- 1981: Carl Lewis, Leichtathletik  (Sprint, Weitsprung)
- 1982: Mary Decker, Leichtathletik  (Mittel- und Langstrecke)
- 1983: Edwin Moses, Leichtathletik  (Sprint)
- 1984: Greg Louganis, Wasserspringen
- 1985: Joan Benoit, Leichtathletik  (Langstrecke)
- 1986: Jackie Joyner-Kersee, Siebenkampf
- 1987: Jim Abbott, Baseball
- 1988: Florence Griffith Joyner, Leichtathletik  (Sprint)
- 1989: Janet Evans, Schwimmen
- 1990: John Smith, Ringen
- 1991: Mike Powell, Leichtathletik  (Weitsprung)
- 1992: Bonnie Blair, Eisschnelllauf
- 1993: Charlie Ward, Basketball und Football
- 1994: Dan Jansen, Eisschnelllauf
- 1995: Bruce Baumgartner, Ringen
- 1996: Michael Johnson, Leichtathletik  (Sprint)
- 1997: Peyton Manning, Football
- 1998: Chamique Holdsclaw, Basketball
- 1999: Coco Miller & Kelly Miller, Basketball
- 2000: Rulon Gardner, Ringen
- 2001: Michelle Kwan, Eiskunstlauf
- 2002: Sarah Hughes, Eiskunstlauf
- 2003: Michael Phelps, Schwimmen
- 2004: Paul Hamm, Turnen
- 2005: J. J. Redick, Basketball
- 2006: Jessica Long, Behindertensport (Schwimmen)
- 2007: Tim Tebow, Football
- 2008: Shawn Johnson, Turnen
- 2009: Amy Palmiero-Winters, Leichtathletik (Ultramarathon)
- 2010: Evan Lysacek, Eiskunstlauf
- 2011: Andrew Rodriguez, Football
- 2012: Missy Franklin, Schwimmen
- 2013: John Urschel, Football
- 2014: Ezekiel Elliott, Football
- 2015: Keenan Reynolds, Football und Breanna Stewart, Basketball[3]
- 2016: Lauren Carlini, Volleyball
- 2017: Kyle Snyder, Ringen
- 2018: Kathryn Plummer, Volleyball
- 2019: Sabrina Ionescu, Basketball und Spencer Lee, Ringen
- 2020: Nicht präsentiert (COVID-19)
- 2021: Simone Biles, Turnen und Caeleb Dressel, Schwimmen
- 2022: Carissa Moore, Wellenreiten
- 2023: Caitlin Clark, Basketball
- 2024: Caitlin Clark, Basketball